# Vincenzgraben
Der Vincenzgraben ist ein linker Nebenfluss der Schwarzen Elster in Sachsen. Er ist der Hauptentwässerer des NSG Dubringer Moor.

## Geografie
Der Vincenzgraben entspringt nördlich von Zeißholz an der Zeißholzer Höhe. Er fließt auf seinem Oberlauf mit östlicher Richtung durch die Kolonie Zeißholz und durch Scheckthal sowie nördlich an Dubring vorbei. Am Dubringer Berg (161 m) nimmt der Bach nordöstliche Richtung und durchfließt den St. Mariensterner Klosterforst und das Dubringer Moor, wo sein Lauf westlich am Neudorfer Teichgebiet (Mittelteich, Lilienteich, Neuteich, Wusteteich) vorbei führt. Dort erreicht der Vincenzgraben südlich von Michalken das Hoyerswerdaer Stadtgebiet. Der Unterlauf des Baches führt durch das Dorf Dörgenhausen. Nach 10,3 km mündet der Vincenzgraben gegenüber von Groß Neida in die Schwarze Elster.

## Zuflüsse
- Grünwaldgraben (r)
- Adlergraben (l)

## Revitalisierung
Mit der Aufnahme intensiven Bergbaus bei Zeißholz wurde der Vincenzgraben im 20. Jahrhundert als Hauptvorfluter der Gegend zur Ableitung der Grubenwasser genutzt. Der Streitteich und der Große Mühlteich in Scheckthal wurden zur Absenkung des Grundwassers in der Grube Clara III trockengelegt. Durch Einleitung von Wasser aus dem Clarasee und von Sümpfungswasser aus dem Grauwacketagebau Oßling ist der Vincenzgraben stark mit Schwermetallen belastet. Zum Schutz des Dubringer Moors und der Schwarzen Elster erfolgt eine Neuregelung der Vorflut in dem Bergbausanierungsgebiet, da eine Einleitung der Grubenwasser zur Neutralisation in den Clarasee nicht möglich ist. Zu den Sanierungsmaßnahmen gehören die Verwahrung offener untertägiger Strecken, die Reinigung des Grabens und Beseitigung von Hindernissen, die Öffnung verrohrter Abschnitte sowie die teilweise Verlegung auf eine neue Trasse. Ziel ist eine möglichst natürliche Entwicklung des Wasserhaushaltes.
Wegen des hohen Schwefelgehalts des Dubringer Moors erfolgt über den Vincenzgraben zudem ein starker Sulfateintrag in die Schwarze Elster.